# Schoenus laevinux
Schoenus laevinux là loài thực vật có hoa trong họ Cói. Loài này được (Kük.) Ohwi miêu tả khoa học đầu tiên năm 1942.